# Podonomus stigmaticus
Podonomus stigmaticus är en tvåvingeart som först beskrevs av Philippi 1865.  Podonomus stigmaticus ingår i släktet Podonomus och familjen fjädermyggor. Inga underarter finns listade i Catalogue of Life.